# Habenaria roemeriana
Habenaria roemeriana är en orkidéart som beskrevs av Théophile Alexis Durand och Schinz. Habenaria roemeriana ingår i släktet Habenaria och familjen orkidéer.
Artens utbredningsområde är Etiopien. Inga underarter finns listade i Catalogue of Life.